# Interior do estado de Nova York
O interior de Nova Iorque é uma região geográfica do estado de Nova Iorque, o qual fica localizado no Norte e no Noroeste da região metropolitana de Nova Iorque e no Sul do estado de Nova Iorque . O interior do estado tem o Vale médio e alto do Hudson, o Distrito da Capital, a região do Vale Mohawk, o centro do estado de Nova Iorque, a região Southern Tier, a região dos Finger Lakes, o Oeste de Nova Iorque e o Norte do país. As principais cidades do interior do estado de Nova Iorque das regiões Leste a Oeste incluem a capital do estado, Albany, Utica, Binghamton, Syracuse, Rochester e Buffalo.
Antes da colonização europeia começar a ser feita nos Estados Unidos o interior do estado de Nova Iorque, que era povoado por várias tribos nativas americanas, deu a origem a Confederação Iroquesa, que era uma confederação indígena de seis tribos, conhecida como seis nações. A primeira exploração europeia registrada da região foi em 1609 pelo Henry Hudson, e os holandeses construíram a cidade de Fort Orange, que hoje em dia é a cidade de Albany, em 1624, o qual foi o primeiro assentamento europeu permanente no estado de Nova Iorque A região teve muitas batalhas durante a Guerra Revolucionária Americana, com os iroqueses divididos entre apoiadores dos legalistas e apoiadores dos revolucionários. Após o fim da guerra, o Tratado de Fort Stanwix de 1784 foi o que iniciou vários tratados e compras que fizeram os iroqueses abrirem mão da maior parte das terras que eram pertencentes a eles no interior do estado de Nova Iorque recém-formados Estados Unidos.
A abertura do Canal Erie em 1825 no interior do estado de Nova Iorque foi o que transformou a economia do estado e da região do interior. O canal acabou facilitando muito o movimento de mercadorias do alto Centro-Oeste e das cidades da região dos Grandes Lagos, passando pelo interior do estado de Nova Iorque e chegando ao porto da cidade de Nova Iorque e o interior do estado de Nova Iorque se tornou um centro de fabricação durante a Segunda Revolução Industrial, dando origem a empresas como General Electric, IBM, Kodak e Xerox. A industrialização rápida chegou a levar a um  fluxo grande de imigrantes procurando empregos em fábricas por toda a região. Desde meados do século 20, a desindustrialização americana contribuiu para o declínio econômico e populacional,  e a região é considerada como parte do Rust Belt.
Existe uma variedade grande de usos do solo na região do interior do estado de Nova Iorque, incluindo paisagens urbanas, suburbanas, reservas florestais e rurais. Devido às suas vastas áreas de terras rurais, o interior do estado também oferece uma forte indústria agrícola e é notável pela produção de laticínios, xarope de bordo e produção de frutas, especialmente maçãs e pela produção de vinho. O interior do estado de Nova Iorque tem várias hidrovias notáveis com os rios Susquehanna, Delaware e Hudson que são todos originários da região, e ele é delimitado nas bordas em norte e oeste pelo rio São Lourenço e pelos Grandes Lagos. Com isso, a região é uma fonte significativa de energia hidrelétrica que remonta à criação da primeira barragem hidrelétrica do mundo pelo Nikola Tesla nas Cataratas do Niágara e água potável com vários reservatórios servindo a cidade de Nova Iorque. O interior do estado de Nova Iorque tem vários destinos turísticos e recreativos populares, incluindo as Cataratas do Niágara, as Montanhas Adirondack e Catskill, as Ilhas Thousand, o Hall da Fama do Beisebol Nacional e os Finger Lakes.